# Nidella asperana
Nidella asperana là một loài bọ cánh cứng trong họ Cerambycidae.